# Antonio Lebo Lebo
 Lebo Lebo, de son vrai nom Antônio Lebo Lebo, né le 29 mai 1977 à Malanje (Angola), est un footballeur international angolais. Il évolue au poste de défenseur.

## Biographie

### En club
Antonio Lebo Lebo évolue en Angola, aux Émirats arabes unis, et au Brésil.
Il remporte au cours de sa carrière, deux titres de champion d'Angola.

### En équipe nationale
Antonio Lebo Lebo reçoit 17 sélections en équipe d'Angola entre 2004 et 2006, sans inscrire de but.
Il joue son premier match en équipe nationale le 19 septembre 2004, contre le Mozambique. Ce match gagné 0-1 rentre dans le cadre des demi-finales de la Coupe COSAFA. L'Angola remporte le tournoi en battant la Zambie après prolongation.
Il dispute ensuite l'année suivante de nouveau la Coupe COSAFA, qui voit l'Angola s'incliner en demi-finale face au Zimbabwe.
Il participe ensuite à la Coupe du monde 2006 organisée en Allemagne. Lors de ce mondial, il doit se contenter du banc des remplaçants. Avec un bilan de deux nuls et une défaite, l'Angola ne dépasse pas le premier tour du mondial.
Il dispute ensuite la même année une dernière Coupe COSAFA, qui voit l'Angola s'incliner en finale face à la Zambie. Il reçoit sa dernière sélection le 18 novembre 2006, en amical contre la Tanzanie (score : 1-1).

## Palmarès

### En équipe nationale
- Vainqueur de la Coupe COSAFA en 2004 avec l'équipe d'Angola
- Finaliste de la Coupe COSAFA en 2006 avec l'équipe d'Angola

### En club
- Champion d'Angola en 2005 avec le Sagrada Esperança
- Champion d'Angola en 2011 avec le Recreativo Libolo